# شانزده شمع
شانزده شمع (انگلیسی: Sixteen Candles) فیلمی آمریکایی در سبک کمدی به کارگردانی جان هیوز است که در سال ۱۹۸۴ منتشر شد.

## بازیگران
- مالی رینگوالد
- پال دولی
- جاستین هنری
- آنتونی مایکل هال
- بیلی برد
- جان کیوسک
- جون کیوسک
- جیمی گرتز
- بلانش بیکر
- کارول کوک
- ادوارد اندروز
- هویلند موریس
- مکس شووالتر
- زلدا روبنشتاین